# Muhammad Ali Pasha
Muhammad Ali Pasha (ar.: محمد علي باشا) (stavningen varierer, således ses også det tyrkiske Mehmet Ali (Kavalalı Mehmet Ali Paşa)) (ca. 1769 – 2. august 1849), var vicekonge af Egypten og betragtes ofte som grundlægger af det moderne Egypten. Muhammad Ali, der var albaner, blev født i Kavala i det Osmanniske Rige (i dag i Grækenland) og arbejdede i sin ungdom som tobakshandler inden han søgte ind i den osmanniske hær.
I 1811 erobrede han Egypten fra mamelukkerne, og de følgende år gennemførte han adskillige militæroperationer mod Arabien og Sudan. I 1824 sendte han en egyptisk styrke for at hjælpe den osmanske sultan med at undertrykke den græske frihedskrig, men den egyptiske og den osmanniske flåde ødelagdes i slaget ved Navarino. Da sultanen afslog Muhammad Alis krav om Syrien som betaling, erobrede han Syrien og styrede det i syv år. Endelig slog Muhammad Ali den osmanske sultan i 1841, hvorefter denne var tvunget til at acceptere Muhammad Ali som enevældig regent over Egypten. Under hans styre gennemførtes flere reformprogrammer, som lagde grunden til det moderne Egypten. 

## Muhammad Alis Efterkommere
Muhammad Alis familie regerede Egypten indtil 1953 under forskelige titler: khedive, sultan og konge.
- Ibrahim (1848)
- Abbas 1. (1848-54)
- Said (1854-63)
- Ismail (1863-79)
- Tewfik (1879-92)
- Abbas 2. (1892-1914)
- Hussein Kemal (1914-17)
- Fuad 1. (1917-36)
- Farouk (1936-52)
- Fuad 2. (1952-53)

1. ↑  Navnet er anført på svensk og stammer fra Wikidata hvor navnet endnu ikke findes på dansk.
2. ↑  Navnet er anført på engelsk og stammer fra Wikidata hvor navnet endnu ikke findes på dansk.
3. ↑  Navnet er anført på engelsk og stammer fra Wikidata hvor navnet endnu ikke findes på dansk.
4. ↑  Navnet er anført på engelsk og stammer fra Wikidata hvor navnet endnu ikke findes på dansk.
5. ↑  Navnet er anført på engelsk og stammer fra Wikidata hvor navnet endnu ikke findes på dansk.